# 金融街

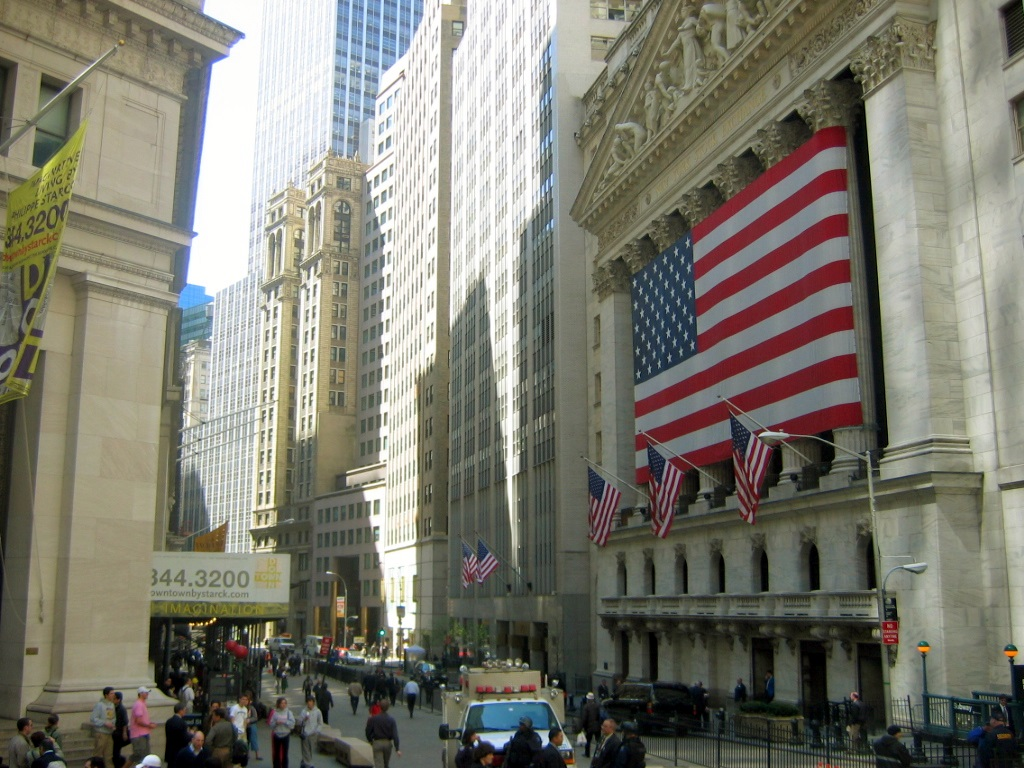
ウォール街（ニューヨーク）

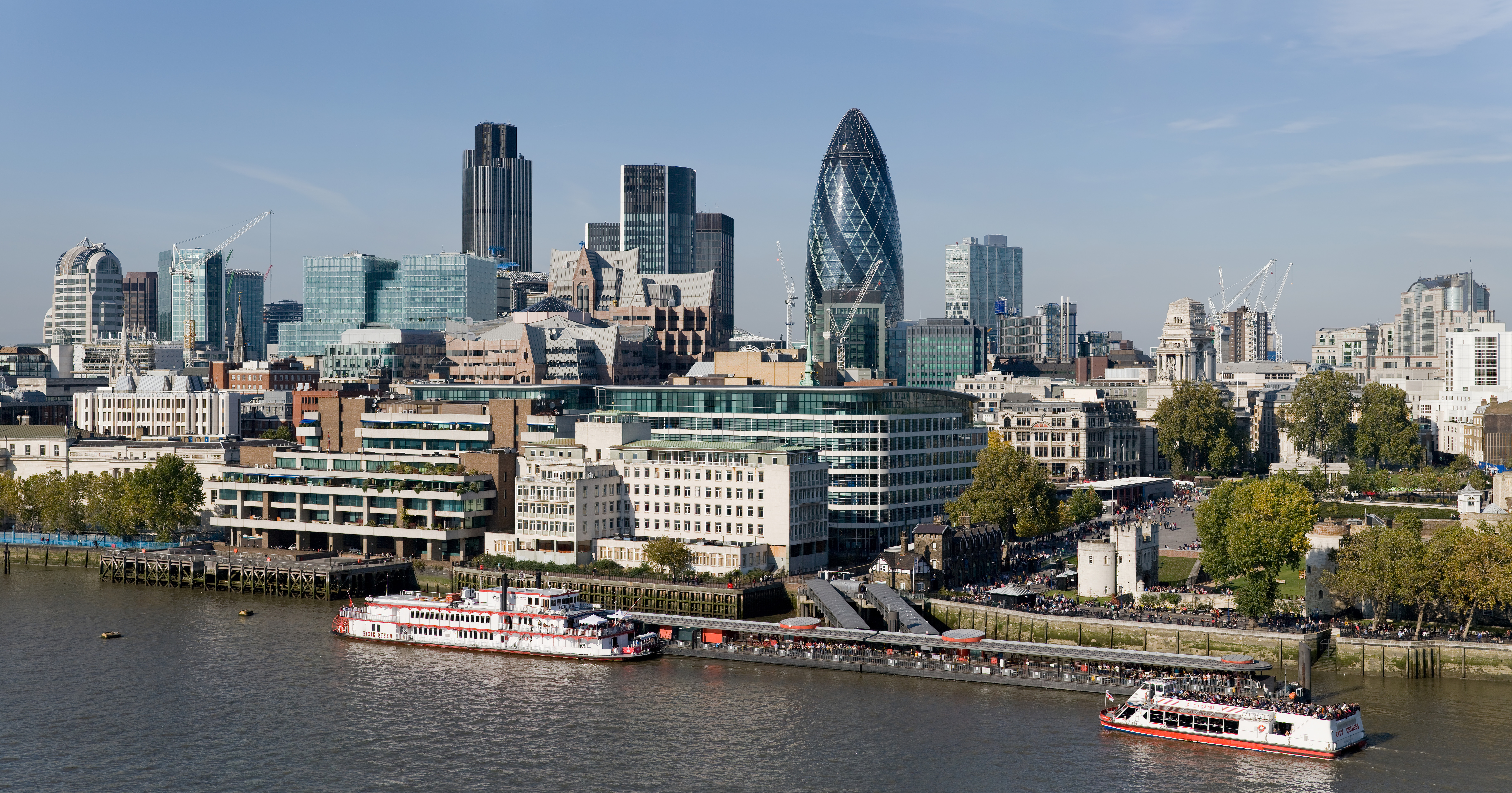
シティ・オブ・ロンドン

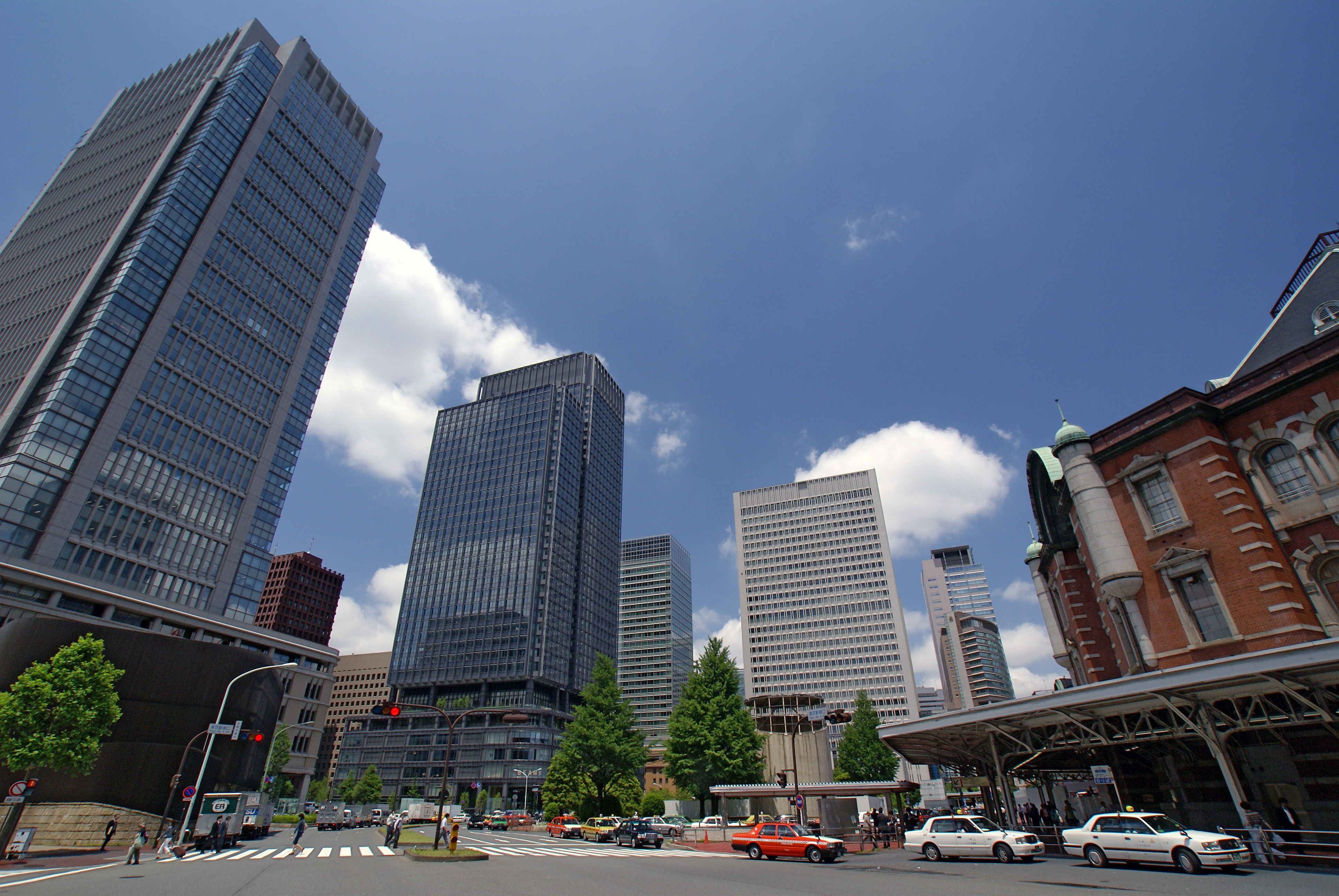
丸の内（東京）

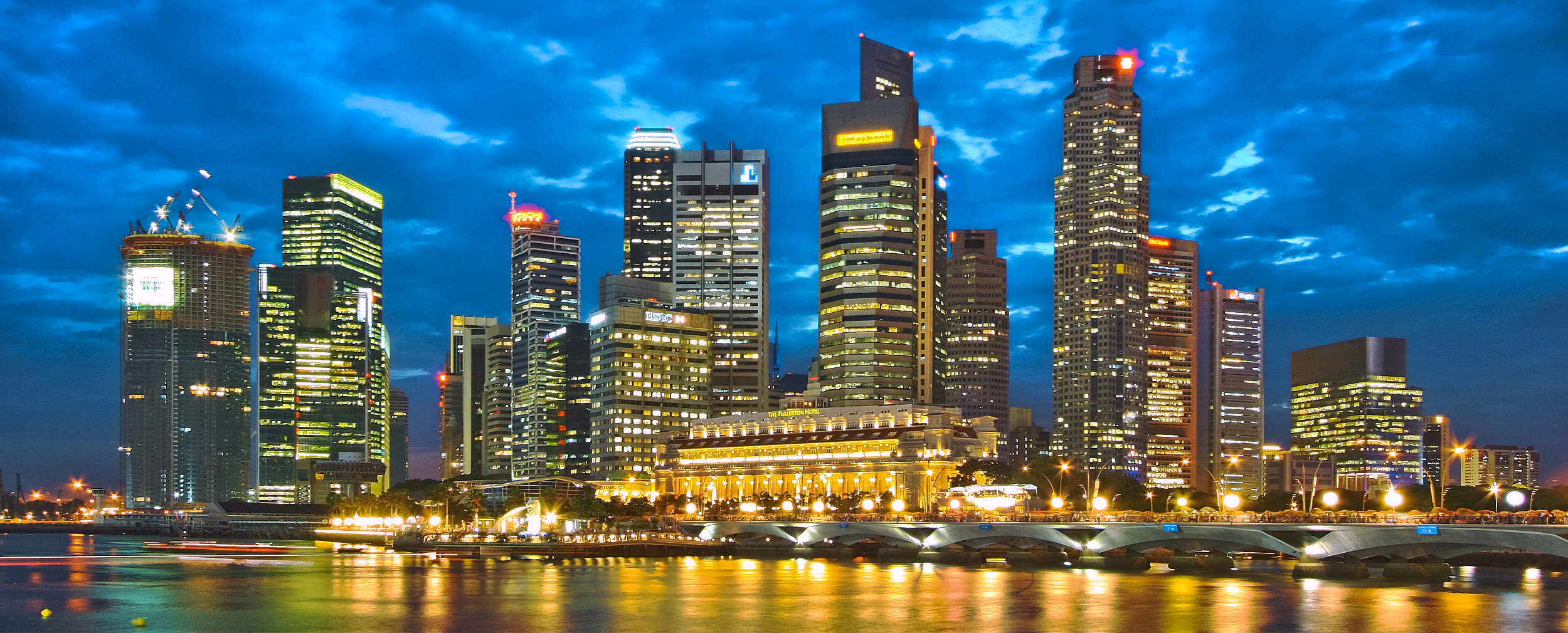
ラッフルズ・プレイス （シンガポール）

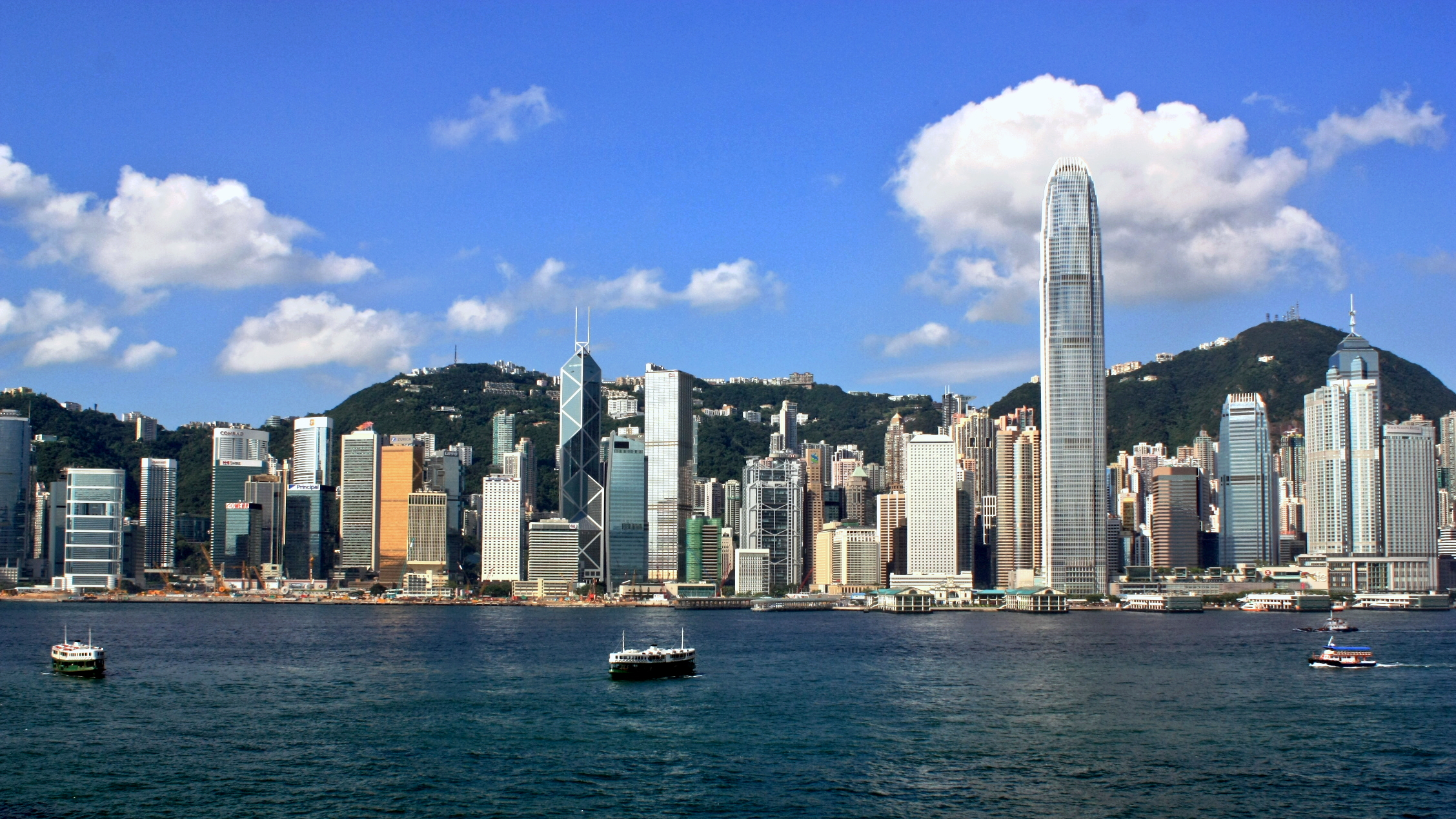
中環（香港）

金融街（きんゆうがい）とは主に証券取引所や中央銀行の周辺にできる、証券会社や銀行などの金融機関の本社や店舗が集中している金融センターであり、摩天楼を含む高層ビル街を形成している場合が多い。金融街とそれを含む中心業務地区 (CBD) をフィナンシャル・ディストリクト（Financial District、金融地区）ともいう。金融街を含め中心業務地区を形成しているフィナンシャル・ディストリクトは、その街区の性格上都市の中枢や要衝に立地していることが殆どである。

日本
- 日本橋兜町（東京）: 東京証券取引所
- 北浜（大阪）: 大阪証券取引所
- 伊勢町（名古屋）: 名古屋証券取引所
- 福岡：福岡証券取引所
- 札幌：札幌証券取引所

アメリカ合衆国
- ウォール街（ニューヨーク）: ニューヨーク証券取引所
  - フィナンシャル・ディストリクト (マンハッタン): ニューヨーク連邦準備銀行
- ラサール街（シカゴ）: シカゴ商品取引所
- ファイナンシャル・ディストリクト （サンフランシスコ）: トランスアメリカ株式会社、
- パシフィック・ガス・アンド・エレクトリック・カンパニー
- ローラ・ストリート（ジャクソンビル）
  - 金融地区（ノースバンク）

南アフリカ
- サントン (ヨハネスブルグ)

イギリス
- ロンバード街[1]（ロンドン）: イングランド銀行
- シティ・オブ・ロンドン

ドイツ
- バンケンフィーアテル（フランクフルト）: 欧州中央銀行

中華人民共和国
- 北京金融街（北京市）: 中国人民銀行
- 陸家嘴金融貿易区（上海市）: 上海証券取引所
- 中環（香港）: 香港証券取引所

インド
- ダラル通り（ムンバイ）: ボンベイ証券取引所
  - バンドラ・クルラ・コンプレックス: インド国立証券取引所、ICICI銀行

ロシア
- モスクワ・シティ（モスクワ）

シンガポール
- ラッフルズ・プレイス: シンガポール証券取引所

ブラジル
- パウリスタ通り（サンパウロ）: サンパウロ証券取引所